# Trois couleurs
Trois couleurs is een drieluik van de Poolse regisseur Krzysztof Kieślowski, bestaande uit Trois couleurs: Bleu (1993), Trois couleurs: Blanc (1994) en Trois couleurs: Rouge (1994).
De drie films zijn genoemd naar de kleuren van de Franse vlag en zijn gebaseerd op de beginselen van de Franse Revolutie (vrijheid, gelijkheid en broederschap) die deze driekleur symboliseert. Met Trois couleurs geeft Kieślowski op dubbelzinnige en soms ironische wijze een hedendaagse betekenis aan deze drie idealen.
Trois couleurs: Bleu verbeeldt het thema vrijheid met een portret van een vrouw die haar man en dochter bij een auto-ongeluk heeft verloren.
Trois couleurs: Blanc handelt over de ongelijkheid tussen een Poolse immigrant en zijn Franse vrouw die een scheiding heeft aangevraagd vanwege zijn impotentie.
In Trois couleurs: Rouge staat het thema broederschap centraal, waarin het leven van een fotomodel parallel loopt aan dat van een gepensioneerde rechter.
De drie films zijn met elkaar verbonden middels een aantal wederkerende details. Zo is er in elk deel een oude dame die een fles in een glasbak probeert te gooien. Ook valt een rechtbankscène uit Bleu samen met die van Blanc en worden de protagonisten uit de drie films onbewust met elkaar verenigd in een sequens aan het eind van Rouge.